# Flemming Borreskov
Flemming Ellebæk Borreskov (født 25. april 1949) er cand.polit. og CEO for Catalytic Society.
Han er næstformand i Fast Ejendom Holding A/S.
Han var administrerende direktør for fonden Realdania fra 2000 til 2013.
Den 25. januar 2010 blev han Ridder af Dannebrog. Samme år blev han udnævnt til præsident for International Federation for Housing and Planning (IFHP).